# Lijst van rijksmonumenten in de Heiligeweg
Een overzicht van de 16 rijksmonumenten in de Heiligeweg in Amsterdam.
| Object                                                                                     | Oorspronkelijke functie? | Bouwjaar                        | Architect                                             | Locatie       | Coördinaten?                 | Nr.?   | Afbeelding         |
| ------------------------------------------------------------------------------------------ | ------------------------ | ------------------------------- | ----------------------------------------------------- | ------------- | ---------------------------- | ------ | ------------------ |
| Pand met halsgevel                                                                         | Gebouw                   | eerste of tweede kwart 18e eeuw |                                                       | Heiligeweg 7  | 52° 22' 4" NB, 4° 53' 29" OL | 1480   | Pand met halsgevel |
| Pand met halsgevel                                                                         | Gebouw                   | eerste of tweede kwart 18e eeuw |                                                       | Heiligeweg 9  | 52° 22' 4" NB, 4° 53' 29" OL | 1481   | Upload foto        |
| Poortje van het voormalige rasphuis                                                        | Gebouw                   | 1603 (reliëf)                   |                                                       | Heiligeweg 19 | 52° 22' 3" NB, 4° 53' 28" OL | 1482   | Meer afbeeldingen  |
| Huis, wegens de aangebrachte rijk bewerkte neo-renaissancepui                              | Gebouw                   | 1890 (gevel)                    | G. van Arkel (gevel)                                  | Heiligeweg 27 | 52° 22' 3" NB, 4° 53' 27" OL | 1483   | Meer afbeeldingen  |
| Pand, later verbouwd tot winkel en magazijn                                                | Winkel                   | eerste helft 19e eeuw           | Bruijns en Hageman (verbouwing) A. Jacot (verbouwing) | Heiligeweg 37 | 52° 22' 3" NB, 4° 53' 27" OL | 1484   | Meer afbeeldingen  |
| Pand met gevel onder triglyfenlijst                                                        | Gebouw                   | ca. 1800                        |                                                       | Heiligeweg 41 | 52° 22' 3" NB, 4° 53' 26" OL | 1485   | Meer afbeeldingen  |
| Pand met gevel onder klossenlijst                                                          | Gebouw                   | eerste helft 19e eeuw           |                                                       | Heiligeweg 47 | 52° 22' 3" NB, 4° 53' 26" OL | 1486   | Meer afbeeldingen  |
| Huisje of ouder waarvan de gevel een klokvormige beëindiging onder rollagen heeft gekregen | Gebouw                   | 17e/19e eeuw                    |                                                       | Heiligeweg 53 | 52° 22' 3" NB, 4° 53' 25" OL | 1487   | Meer afbeeldingen  |
| Pand met halsgevel met ovale zoldervensters                                                | Gebouw                   | eerste helft 18e eeuw           |                                                       | Heiligeweg 8  | 52° 22' 5" NB, 4° 53' 29" OL | 1488   | Meer afbeeldingen  |
| Pand met halsgevel met ovale zoldervensters                                                | Gebouw                   | eerste helft 18e eeuw           |                                                       | Heiligeweg 10 | 52° 22' 4" NB, 4° 53' 29" OL | 1489   | Meer afbeeldingen  |
| Pand met klokgevel                                                                         | Gebouw                   | derde kwart 18e eeuw            |                                                       | Heiligeweg 14 | 52° 22' 4" NB, 4° 53' 28" OL | 1490   | Meer afbeeldingen  |
| Pand met gevel onder rollagentop                                                           | Gebouw                   | 18e/19e eeuw                    |                                                       | Heiligeweg 18 | 52° 22' 4" NB, 4° 53' 28" OL | 1491   | Meer afbeeldingen  |
| Pand met halsgevel                                                                         | Gebouw                   | 1734                            |                                                       | Heiligeweg 24 | 52° 22' 4" NB, 4° 53' 27" OL | 1492   | Meer afbeeldingen  |
| Pand met pilastergevel waarvan de top tot punt is afgeknot, met jaartalsteen en festoen    | Gebouw                   | 1651                            |                                                       | Heiligeweg 40 | 52° 22' 3" NB, 4° 53' 25" OL | 1493   | Meer afbeeldingen  |
| Pand met halsgevel met oeil-de-boeuf en jaartalsteen                                       | Gebouw                   | 1651                            |                                                       | Heiligeweg 42 | 52° 22' 3" NB, 4° 53' 24" OL | 1494   | Meer afbeeldingen  |
| Winkel voor piano's, orgels en vleugels                                                    | Winkel                   | 1906-1907                       |                                                       | Heiligeweg 21 | 52° 22' 4" NB, 4° 53' 27" OL | 518428 | Meer afbeeldingen  |